# 다프너 스히퍼르스
다프너 스히퍼르스(네덜란드어: Dafne Schippers, 1992년 6월 15일 ~ )는 네덜란드의 육상 선수로 단거리달리기와 7종 경기를 주종목으로 활약하였다. 2013년 세계 육상 선수권 대회에서 칠종 경기 동메달을 획득하였다.
위트레흐트에서 태어난 스히퍼르스는 9세 때 육상을 시작하였다.
그녀는 2010년 세계 주니어 육상 선수권과 2011년 유럽 주니어 육상 선수권에서 칠종 경기를 우승하였다. 2년 후에 유럽 23세 이하 선수권에서 100m 금메달과 멀리뛰기 동메달을 획득하였다.
2011년 대구에서 스히퍼르스는 200m에서 네덜란드 국내 기록을 깼다. 그녀는 400m 릴레이에서 합동 기록 보유자이다. 그녀는 칠종 경기의 2014년 편이 있는 동안에 괴치스에서 열린 하이포 대회에서 200m 기록을 향상시켰으며, 그녀의 시간 22.35초는 칠종 경기에서 최고의 200m 상연들 중의 하나였다.
2014년 유럽 선수권 대회에서 스히퍼르스는 100m와 200m에서 금메달을 획득하였다. 거기서 그녀의 성공은 자신의 장기적 전망들과 자신이 단거리달리기에 전념하거나 칠종 경기에서 자신의 경력을 지속하느냐에 토론을 격려하였다.
2015년 스히퍼르스는 트위터를 통하여 그해의 세계 육상 선수권 대회와 2016년 리우데자네이루 올림픽에 달하는 데 단거리달리기에 전념할 것이라고 발표하였다.
베이징에서 열린 세계 육상 선수권 대회에서 그녀는 100m 은메달과 200m 금메달을 땄다. 21.63초의 그녀의 200m 우승 시간은 유럽 신기록이었고, 역사상 그 거리에 그녀를 3번째로 가장 빠른 여성 선수로 만들었다.
2016년 리우데자네이루 올림픽에 나간 스히퍼르스는 100m와 200m 결승전에 출전하여 각각 5위(10.90초)와 2위(21.88초)를 하였다.